# تربية الأطفال للقتل المبكر
إن تربية الأطفال للقتل المُبكر هو مصطلح يُستخدم في دراسة التاريخ النفسي الذي يشير إلى قتل الأطفال في العصر الحجري القديم، مجتمعات وقبائل القناصين المجمعين التاريخية وما قبل التاريخية. «المبكر» تعني في وقت مبكر من التاريخ أو في التطور الثقافي لمجتمع، وليس في عمر الطفل. يشير «قتل الأطفال» إلى ارتفاع معدلات قتل الأطفال والرضع مقارنة بالدول الحديثة. طور لييويد دي موس النموذج في إطار عمله في التاريخ النفسي كجزء من تسلسل من سبع مراحل لأنماط تربية الأطفال التي تصف المواقف التنموية تجاه الأطفال في الثقافات الإنسانية. كلمة «المُبكر» تميز المصطلح عن تربية الأطفال القاتلة الحديثة، التي حددها دي موس في الثقافات الزراعية الأكثر استقراراً حتى العالم القديم.

## النموذج
هذا النموذج هو مفهوم نفسي يهدف إلى فهم بيانات علم الإنسان الثقافي، وخاصة من مجتمعات مثل اليولنجو في أستراليا، والجيمي، والويجيو، والبينا بينا، والبيمين كوسكوسمين في بابوا غينيا الجديدة، والروم، والاوك، والكوانجا، استناداً إلى ملاحظات غيزا روهيم، ليا ليبوفيتش، روبرت سوغس، ميلتون دياموند، هيرمان هاينريش بلوس، جيلبرت هيردت، روبرت ستولر، إل إل لانغنس، وفيتز جون بورتر بول، وغي. في حين أن علماء علم الإنسان الثقافي وعلماء التاريخ النفسي لا يناقشون البيانات، فإنهم يناقشون دلالتها من حيث أهميتها، معناها وتفسيرها.
يحاول المؤيدون شرح التاريخ الثقافي من وجهة نظر نفسية-تنموية، ويجادلون بأن التغيير الثقافي يمكن تقييمه على أنه «تقدم» أو «تراجع» استنادًا إلى العواقب النفسية لمختلف الممارسات الثقافية. في حين أن معظم علماء علم الإنسان الثقافي يرفضون هذا النهج ومعظم نظريات التطور الثقافي مثل الإستعراقية، وعلماء التاريخ النفسي يعلنون استقلال التاريخ النفسي ويرفضون وجهة النظر السائدة الخاصة ببواس.
يدعي نموذج «قتل الأطفال» عدة ادعاءات: أن تربية الأطفال في المجتمعات القبلية شملت التضحية بالأطفال أو ارتفاع معدلات قتل الأطفال، وزنا المحارم، وتشويه الجسم، واغتصاب الأطفال، والتعذيب، وأن هذه الأنشطة كانت مقبولة ثقافياً. لا يزعم علماء التاريخ النفسي أن كل طفل قد قُتل، ولكن في بعض المجتمعات كانت هناك (أو يوجد هناك) عملية اختيار تختلف من ثقافة إلى أخرى. على سبيل المثال، هناك قفزة كبيرة في معدل وفيات أطفال بابوا غينيا الجديدة بعد بلوغهم مرحلة الفطام. في جزر سليمان، ذُكر أن بعض الناس يقتلون طفلهم الأول. في المناطق الريفية من الهند وريف الصين وغيرها من المجتمعات، تعرضت بعض الأطفال الإناث للموت. حجة دي موس هي أن الأشقاء الباقيين على قيد الحياة للطفل الضحية قد يصبحون مختلين.
مارست بعض الدول، سواء في العالم القديم أو العالم الجديد، قتل الأطفال، بما في ذلك التضحية في أمريكا الوسطى والأديان الآشورية والكنعانية. ضحى الفينيقيون والقرطاجيون وغيرهم من أعضاء الدول المبكرة بالرضع من أجل آلهتهم، كما هو موضح في جدول الآثار النفسية للأمراض لبعض أشكال تربية الأطفال.
وفقاً لدي موس، في أكثر الطرق بدائية لتربية الأطفال في الجدول المذكور أعلاه، تستخدم الأمهات أطفالهن لعرض أجزاء من أنفسهن المنفصلة على أطفالهن. يمنع التشبث القتالي للأم التكافلية التفرد بحيث يتم منع الابتكار والتنظيم السياسي الأكثر تعقيدًا. من منظور ثاني، يؤكد المؤيدون أن الاهتمام الذي توليه أمهات القبائل البدائية المعاصرة لأطفالهم، مثل الامتصاص، والإعجاب، والاستمناء، جنسي وفقًا لمعايير موضوعية؛ وأن هذا الاهتمام الجنسي مفرط.
يعتمد هذا النموذج على قلة تعاطف الآباء القاتلين للأطفال المذكورة، مثل عدم وجود نظرات متبادلة بين الوالد والطفل، لاحظها روبرت ب. إدجيرتون، ماريا ليبوسكي، بروس كناوفت، جون دبليو. وايتنغ، ومارغريت ميد، من بين آخرين. هذه النظرة المتبادلة معترف بها على نطاق واسع في علم النفس التنموي باعتبارها حاسمة للارتباط السليم بين الأم والطفل.

## النقد
تقدم علم الإنسان الثقافي البريطاني في القرن التاسع عشر بالتسلسل التطوري الخطي في ثقافة معينة من الوحشية إلى الحضارة. شوهدت الثقافات على سلم هرمي. طرح جيمس جورج فريزر تقدمًا عالميًا من التفكير السحري إلى العلم. درس معظم علماء علم إالثقافي في أواخر القرن التاسع عشر وأوائل القرن العشرين الثقافات البدائية خارج أوروبا وأمريكا الشمالية. جادل جون فيرجسون ماكلينان، لويس هنري مورجان، وآخرون بأن هناك تطوراً موازياً في المؤسسات الاجتماعية. في خمسينيات القرن العشرين، بقيادة ليزلي وايت، اكتسبت هذه الأفكار التطورية تأثيرًا في علم الإنسان الثقافي الأمريكي.
نجح الألماني فرانز بواس في تغيير النموذج الفكري. منهجه، الذي سمي فيما بعد النسبية الثقافية، يقاوم القيم العالمية من أي نوع.  وفقًا لمبدأ بواس، الذي يمثل المدرسة السائدة في علم الإنسان الثقافي المعاصر، ينبغي تفسير معتقدات وأنشطة الثقافة من حيث ثقافتها. تم تأسيس هذا المبدأ كالبديهية في علم الإنسان الثقافي المعاصر. عززت حرب فيتنام التحول الخاص ببواس في علم الإنسان الثقافي الأمريكي.

نظرًا لأن نموذج علماء التاريخ النفسي مماثل لنظرية التطور الأحادي الجانب المهملة الآن، فقد انتقد علماء علماء علم الإنسان الثقافي أحكام القيمة السلبية، والتقدم الخطي، في النموذج المتقدم حاليًا بواسطة علماء التاريخ النفسي حول ما يشكل إساءة معاملة الأطفال في الثقافات البدائية أو غير الغربية. كتب ملفين كونر:
ادعى لييويد دي موس، رئيس تحرير مجلة تاريخ الطفولة الفصلية، أن جميع المجتمعات السابقة عاملت الأطفال بوحشية، وأن كل التغيير التاريخي في معاملتهم كان بمثابة تحسن ثابت إلى حد ما نحو المعايير اللطيفة التي وضعناها الآن وتلتقي بها أكثر أو أقل، الآن علماء علم الإنسان الثقافي - والعديد من المؤرخين كذلك - كانوا متكاسلين الفك عن الكلام. طالب الطلاب الجادون في علم الإنسان الثقافي الخاص بالطفولة التي تبدأ مع مارغريت ميد الانتباه إلى الحب والرعاية المنتشرة على الأطفال في العديد من الثقافات التقليدية.
يتهم علماء التاريخ النفسي علماء علم الإنسان الثقافي وعلماء الأعراق بتجنب النظر عن كثب في الأدلة ونشر أسطورة الوحشية النبيلة. وهم يؤكدون أن ما يشكل إساءة معاملة الأطفال هو مسألة تتعلق بقانون نفسي عام، ويترك آثاره الدائمة على بنية الدماغ البشري، واضطراب ما بعد الصدمة ليس ظاهرة تعتمد على الثقافة أو مسألة رأي، وأن بعض الممارسات علماء علم الإنسان الثقافي السائدون لا يركزون عليها، مثل ضرب الأطفال حديثي الولادة، على إصابات الدماغ وغيرها من الأضرار العصبية والنفسية الظاهرة.